# Ilaria (zoologia)
L'ilaria (gen. Ilariidae) è un genere estinto di marsupiale, appartenente ai diprotodonti, vissuto nell'Oligocene superiore (circa 29 milioni di anni fa). I suoi resti sono stati ritrovati in Australia Meridionale. 

## Descrizione
Questo animale è conosciuto solo attraverso resti frammentari, che includono parti del cranio e della dentatura, vertebre e alcune ossa delle zampe. Nonostante la scarsità dei fossili, i paleontologi hanno ipotizzato una ricostruzione di Ilaria: l'aspetto doveva essere quello di un quadrupede dalle forme pesanti, delle dimensioni di un vitello, dalle zampe tozze e dotato forse di una coda abbastanza lunga. I denti di questo animale, simili a quelli di molti altri diprotodonti, indicano che questo animale si nutriva di foglie. Ilaria era uno dei più grandi animali del suo habitat, che includeva anche altri diprotodonti primitivi (Wynyardiidae) e i piccoli "leoni marsupiali" Wakaleo e Priscileo.

## Classificazione
La specie tipo di questo animale, Ilaria illumidens, è stata descritta nel 1987; il nome deriva dalla lingua aborigena e significa "strano", in riferimento alla bizzarra natura dell'animale, le cui parentele non sono ancora state ben risolte. L'epiteto specifico, illumidens, indica che i denti di questo animale contribuirono a gettare nuova luce sulla dentatura dei diprotodonti. È nota anche un'altra specie di Ilaria, I. lawsoni. Un altro genere imparentato con Ilaria è Kuterintja. 